# Camp de travail des prisonniers russes de Bosfagne

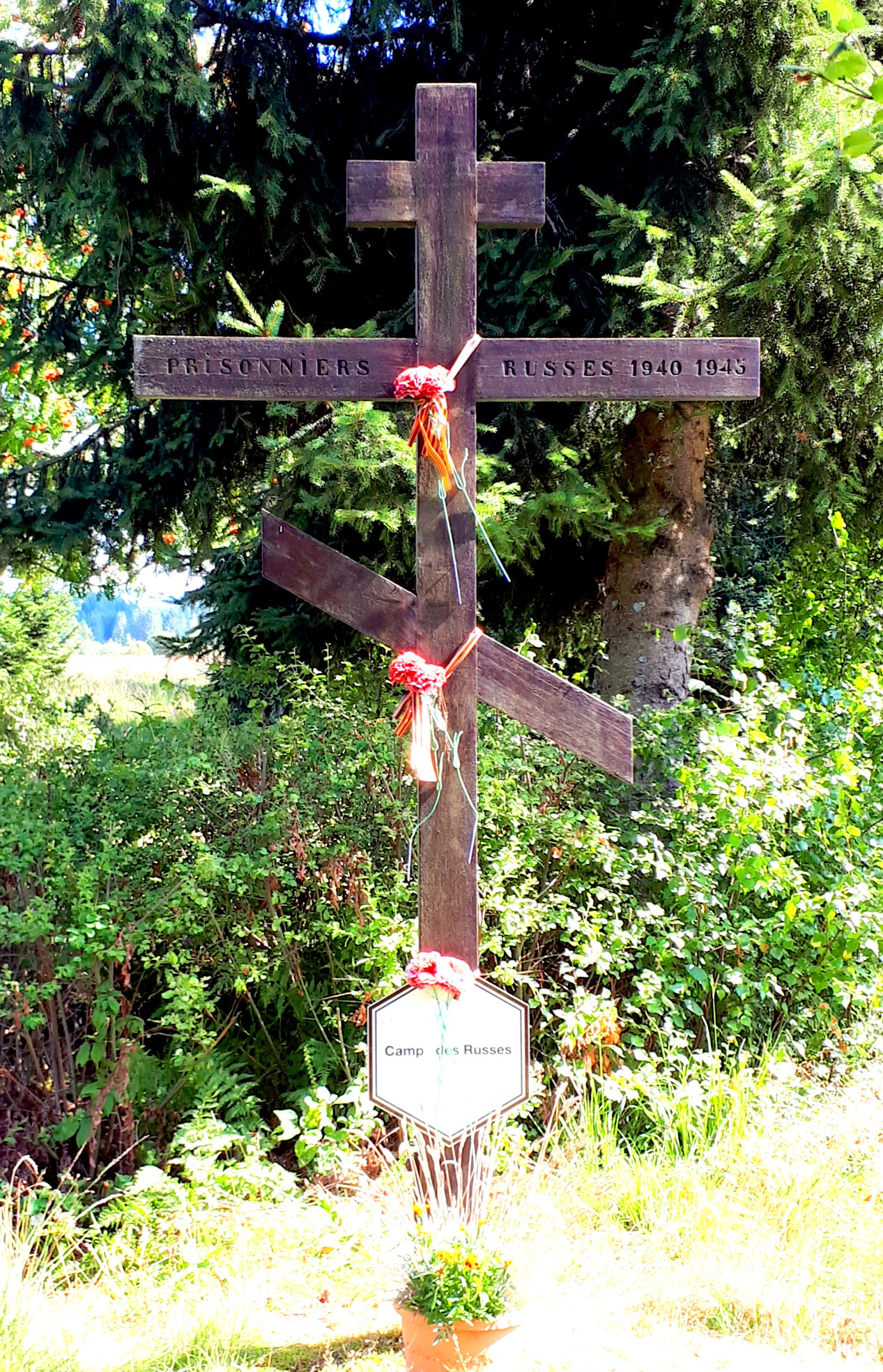
La croix orthodoxe figurant au nord-est de la limite du camp désormais disparu

Le Camp de travail des prisonniers russes de Bosfagne est un camp de travail qui fut établi au cours de la Seconde Guerre mondiale dans la localité de Sourbrodt (Waimes), en Belgique orientale.

## Histoire
L'Allemagne attaque par surprise l'U.R.S.S. le 22 juin 1941, et envahit rapidement son territoire. Des milliers de prisonniers russes sont conduits vers les lignes arrière, au cœur du territoire allemand. Une cinquantaine d'entre eux, arrivés de Düren, seront conduits à Bosfagne via la Vennbahn en mars 1943, à proximité du camp d'Elsenborn qui en accueillait déjà quelque 200 autres.
Bosfagne, faubourg de la localité de Sourbrodt, est une terre romane située dans la haute vallée de la Roer. Elle fut cependant jusqu'aux décisions du Traité de Versailles partie du territoire du Canton de Malmedy, dépendant de la Prusse. La localité fut réintégrée au Reich dès l'invasion de 1940.

## La vie au camp
Le camp avait la forme d'un carré de 45 m de côté. Un bâtiment de 25 m2 servait de casernement aux gardes.
Les prisonniers, au vu de leur triste état, bénéficieront d'un repos d'un mois avant d'être astreints aux travaux forestiers dans le massif des Hautes Fagnes voisin.
Le travail était généralement partagé en deux groupes: un groupe surveillé par des gardes locaux exploite les forêts communales, et un groupe surveillé par des gardes allemands exploite les forêts domaniales. Ils seront également affectés à des travaux de déneigement. 
L'approvisionnement alimentaire était correct et préparé par les habitants du village; dont pain, beurre, bière.

## La fin du camp
Avec l'arrivée des Alliés en Belgique en septembre 1944, les prisonniers seront évacués vers Elsenborn puis vers l'Allemagne. Nul ne sait ce qu'il est advenu de ces hommes.
Les prisonniers planteront notamment des rangées d'arbres le long de 3 côtés du camp désormais disparu. Deux croix seront érigées, l'une en 1963, l'autre en 1992, sur le site du camp.
Deux prisonniers morts au camp de maladie sont par ailleurs enterrés au cimetière de Nidrum.